# Смешанная парная сборная Словении по кёрлингу на колясках
Смешанная парная сборная Словении по кёрлингу на колясках — смешанная национальная сборная команда (составленная из одного мужчины и одной женщины), представляет Словению на международных соревнованиях по кёрлингу на колясках. Управляющей организацией выступает Ассоциация кёрлинга Словении (словен. Curling zveza Slovenije, англ. Slovenian Curling Assocation).

## Результаты выступлений

### Чемпионаты мира
| Год        | Место          | Игры           | Победы         | Поражения      | Состав (женщина, мужчина, тренер)                                   |
| ---------- | -------------- | -------------- | -------------- | -------------- | ------------------------------------------------------------------- |
| 2022— 2023 | не участвовали | не участвовали | не участвовали | не участвовали | не участвовали                                                      |
| 2024       | 21             | 6              | 0              | 6              | Jovita Jeglič, Robert Žerovnik, тренеры: Gregor Verbinc, Jure Culic |

(данные отсюда:)